# Heraclia jacksoni
Heraclia jacksoni är en fjärilsart som beskrevs av Sergius G. Kiriakoff 1975. Heraclia jacksoni ingår i släktet Heraclia och familjen nattflyn. Inga underarter finns listade i Catalogue of Life.